# Estradas nacionais de Espanha

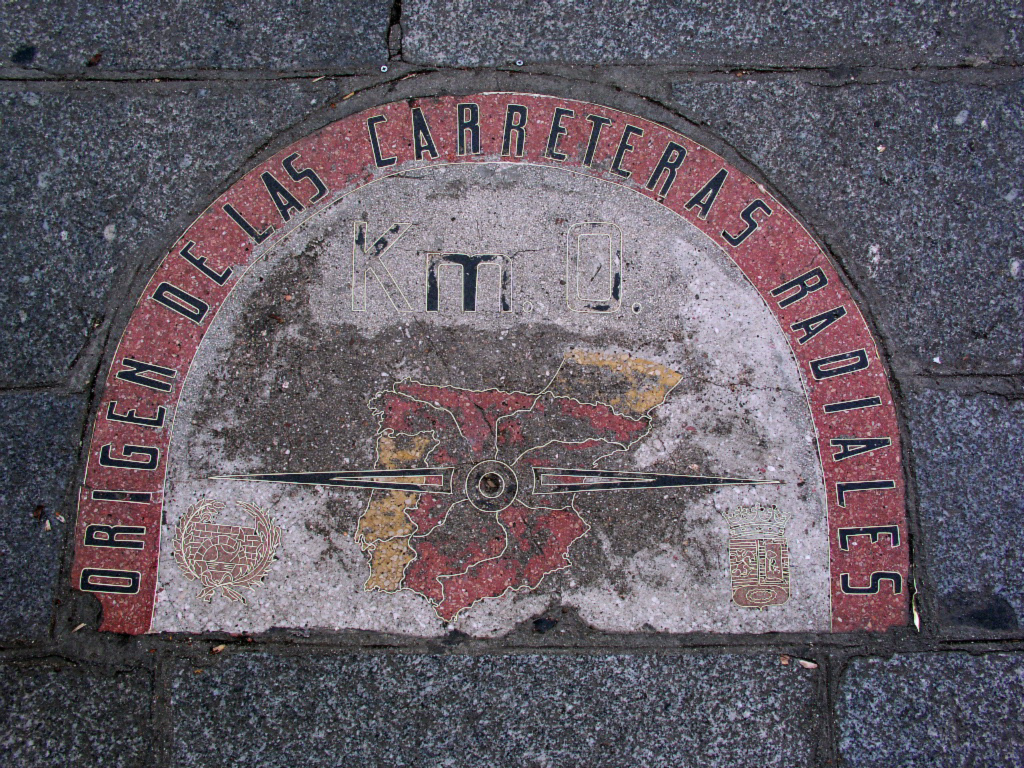
Quilômetro zero das estradas radiais, na Porta do Sol, Madrid.

As Estradas Nacionais de Espanha são de titularidade estatal, geridas pelo Ministério do Fomento e formam, por tanto, a denominada Rede de Estradas do Estado.
A nomenclatura das mesmas encontra-se normalizada de acordo com a seguinte regra estabelecida no quadro do Plano Geral da Estradas de 1939-41 (Plano de Peña):
- A primeira cifra corresponde ao sector das estradas nacionais de onde elas nascem. Em que o sentido do ponteiros do relógio, esta cifra é a da Estrada radial. (As que tem um 2, nascem entre a N-II e a N-III, que agora são as A-2 e a A-3).
- A segunda cifra indica a distância de Madrid em que se encontra a origem da estrada. (0 a 100 km = 0, 100 a 200 km = 1, etc.).
- A terceira o número da ordem, tendo em conta se é par, é uma estrada nacional transversal, é dito, que tem como direcção rumo a Madrid, e se é ímpar, é uma radial (direcção a Madrid).

No País Basco e Navarra as antigas estradas nacionais, assim como as outras vias de grande capacidade, são de titularidade provincial, sendo geridas por cada uma das Diputaciones Forales. A única excepção é a AP-68, que mantém a sua titularidade estatal em parcelas vasco-navarros.

## Rede de estradas nacionais
Algumas destas estradas terão sido desdobradas, convertendo-se em autoestradas e vias rápidas, pelo que se mantêm em todo o ser percurso original para uma melhor compressão. O mesmo ocorre com as estradas com parcelas coincidentes, também se mantêm as estradas nacionais radiais, embora que algumas foram convertidas em autoestradas. Para uma melhor compreensão no seu conjunto, apresentam a continuação da ordenação a partir de seis estradas nacionais, a N-I e a N-VI.

### N-Ie estradas com origem entre a N-I e aN-II
| Estrada   | Percurso                                                                    |
| --------- | --------------------------------------------------------------------------- |
| A-1 (N-I) | Madrid-Aranda de Duero-Burgos-Vitoria-San Sebastián-Irún-Fronteira Francesa |
| N-102     | Ariñez A-1-Vitoria                                                          |
| N-104     | Vitoria-Argómaniz A-1                                                       |
| N-110     | Soria-San Esteban de Gormaz-Segovia-Ávila-Plasencia                         |
| N-111     | Medinaceli-Soria-Logroño-Pamplona                                           |
| N-113     | Ágreda-Valtierra (Hostal Los Abetos)                                        |
| N-120     | Logroño-Burgos-León-Ourense-Vigo                                            |
| N-121     | Pamplona-Valtierra (Hostal Los Abetos)                                      |
| N-121a    | Pamplona-Behobia                                                            |
| N-121b    | Oronoz-Dancharinea                                                          |
| N-121c    | Tudela-Tarazona                                                             |
| N-122     | Gallur-Tarazona-Soria-Aranda de Duero-Valladolid-Zamora-Portugal            |
| N-123     | Benabarre-Barbastro                                                         |
| N-124     | Ollauri-Miranda de Ebro                                                     |
| N-135     | Pamplona-França                                                             |
| N-138     | Estéribar (Zubiri)-França                                                   |
| N-141     | Vic-La Riba-Manresa-Gerona-França                                           |
| N-145     | La Seu d'Urgell-Andorra                                                     |
| N-152     | Ripoll-Vic-Francia                                                          |

Nota: As estradas do País Basco se encontram na posse pelas Disputas Forais de Alava, Guipúzcoa Vizcaya e as de Navarra ao Governo de Navarra.
Algumas estradas da Catalunha se encontram na posse da Generalitat de Cataluña.

### N-IIe estradas com origem entre a N-II e aN-III
| Estrada    | Percurso |
| ---------- | --- |
| A-2 (N-II) | Madrid-Zaragoza-Lérida-Barcelona-Gerona-Fronteira Francesa                                                                     |
| N-204      | Sacedón-Almadrones |
| N-211      | Alcolea del Pinar-Monreal-Alcañiz-Caspe-Fraga                                                                                  |
| N-220      | Aeropuerto de Valencia-V-30 |
| N-225      | Teruel-Castellón-Grao de Castellón (em troços se solapa com a N-340)                                                           |
| N-230      | Lérida-França |
| N-232      | Vinaroz-Alcañiz-Zaragoza-Tudela-Logroño-Pancorvo-Cabañas de Virtus                                                             |
| N-234      | Sagunto-Teruel-Burgos |
| N-236      | AP-2-Lérida |
| N-237      | Sagunto-Puerto de Sagunto |
| N-238      | AP-7-Vinaroz |
| N-240      | Tarragona-Lérida-Huesca-Jaca-Pamplona-Alsasua-Vitoria-Bilbao                                                                   |
| N-260      | Portbou-Figueres-Puigcerdà-La Seu d'Urgell-Sort-La Pobla de Segur-Castejón de Sos-Campo-Aínsa-Boltaña-Broto-Biescas-Sabiñánigo |

Nota: Algumas estradas da Catalunha encontram-se na posse pela Generalitat de Cataluña.

### N-IIIe estradas com origem entre a N-III e aN-IV
| Estrada     | Percurso |
| ----------- | --- |
| A-3 (N-III) | Madrid-Valência |
| N-301       | Ocaña-La Roda-Múrcia-Cartagena                                                                                         |
| N-310       | Manzanares-Villanueva de la Jara                                                                                       |
| N-320       | La Gineta-Cuenca-Guadalajara-Venturada                                                                                 |
| N-322       | Bailén-Albacete-Requena                                                                                                |
| N-323       | Bailén-Jaén-Granada-Motril                                                                                             |
| N-324       | Córdoba-Jaén-Guadix-Almería                                                                                            |
| N-325       | Novelda-Crevillente |
| N-330       | Alicante-Almansa-Requena-Utiel-Teruel-Zaragoza-Huesca-Jaca-França                                                      |
| N-331       | Córdoba-Málaga |
| N-332       | Vera-Cartagena-Alicante-Valência                                                                                       |
| N-335       | V-30 - Porto de Valência                                                                                               |
| N-338       | A-7 - Aeroporto de Alicante- N-332                                                                                     |
| N-340       | San Fernando-Algeciras-Málaga-Motril-Murcia-Elx-Alicante-San Juan de Alicante-Castelló de la Plana-Tarragona-Barcelona |
| N-341       | Venta del Pobre-Carboneras                                                                                             |
| N-343       | Alumbres-Escombreras                                                                                                   |
| N-344       | Almería-Alcantarilla-Fuente la Higuera                                                                                 |
| N-345       | La Unión-Portman |
| N-350       | N-340-Puerto de Algeciras (Sur)                                                                                        |
| N-351       | San Roque-Gibraltar |
| N-357       | A-7-Puerto de Algeciras (Norte)                                                                                        |

Nota: Algumas estradas da Andaluzia encontram-se na posse da Junta de Andalucía.

### N-IVe estradas com origem entre a N-IV e aN-V
| Estrada    | Percurso |
| ---------- | --- |
| A-4 (N-IV) | Madrid-Córdoba-Sevilla-Cádiz                                                                                     |
| N-400      | Toledo-Aranjuez-Ocaña-Tarancón-Cuenca                                                                            |
| N-401      | Burguillos de Toledo-Ciudad Real                                                                                 |
| N-403      | Toledo-Maqueda-Ávila-Adanero                                                                                     |
| N-420      | Montoro-Ciudad Real-Puerto Lápice-Alcázar de San Juan-Cuenca-Ademuz-Teruel-Montalbán-Valdealgorfa-Reus-Tarragona |
| N-430      | Badajoz-Mérida-Ciudad Real-Albacete-Valencia                                                                     |
| N-431      | Sevilla-Huelva-Portugal                                                                                          |
| N-432      | Badajoz-Zafra-Córdoba-Granada                                                                                    |
| N-433      | Las Nieves-Portugal                                                                                              |
| N-435      | La Albuera-Jerez de los Caballeros-Fregenal de la Sierra-San Juan del Puerto                                     |
| N-441      | Peguerillas-Huelva                                                                                               |
| N-442      | Huelva-San José                                                                                                  |
| N-443      | Puerto Real-Cádiz                                                                                                |

Nota: Algumas estradas da Andaluzia encontram-se na posse da Junta de Andalucía.

### N-Ve estradas com origem entre a N-V e aN-VI
| Estrada   | Percurso                                                                              |
| --------- | ------------------------------------------------------------------------------------- |
| A-5 (N-V) | Madrid-Mérida-Badajoz-Portugal                                                        |
| N-501     | Ávila-Peñaranda de Bracamonte-Salamanca                                               |
| N-502     | La Serrada-Talavera de la Reina-Alcaudete de la Jara-Herrera del Duque-Almadén-Espiel |
| N-521     | Trujillo-Cáceres-Valencia de Alcántara-Portugal                                       |
| N-525     | Benavente-Ourense-Santiago                                                            |
| N-532     | Verín-Portugal                                                                        |
| N-536     | Ponferrada-A Rúa                                                                      |
| N-540     | Lugo-Ourense                                                                          |
| N-541     | Ourense-O Carballiño-Pontevedra                                                       |
| N-547     | Guntín-Lavacolla                                                                      |
| N-550     | Corunha-Santiago-Pontevedra-Vigo-Tui                                                  |
| N-551     | Tui-Portugal                                                                          |
| N-552     | Vigo-Porto de Vigo                                                                    |
| N-553     | AP-9-N-550                                                                            |
| N-554     | N-550-Redondela                                                                       |
| N-557     | Corunha-Porto da Corunha                                                              |

### N-VIe estradas com origem entre a N-VI e aN-I
| Estrada    | Percurso                                                                                     |
| ---------- | -------------------------------------------------------------------------------------------- |
| A-6 (N-VI) | Madrid-Medina del Campo-Benavente-Ponferrada-Lugo-Corunha                                    |
| N-601      | Adanero-Olmedo-Valladolid-Medina de Rioseco-León                                             |
| N-603      | Los Ángeles de San Rafael-Segovia                                                            |
| N-610      | Palencia-Paradores de Castrogonzalo                                                          |
| N-611      | Santander-Torrelavega-Palencia-Venta de Baños                                                |
| N-620      | Burgos-Venta de Baños-Valladolid-Tordesillas-Salamanca-Ciudad Rodrigo-Portugal               |
| N-621      | Unquera-León                                                                                 |
| N-623      | Burgos-Santander                                                                             |
| N-625      | Mansilla de las Mulas-Cistierna-Riaño-Arriondas                                              |
| N-627      | Aguilar de Campoo-San Martín de Ubierna                                                      |
| N-629      | Colindres-San Martín de Ubierna                                                              |
| N-630      | Gijón-Oviedo-Mieres-Puerto de Pajares-León-Zamora-Salamanca-Plasencia-Cáceres-Mérida-Sevilla |
| N-631      | Embalse de Ricobayo-Rionegro del Puente                                                      |
| N-632      | Luarca-Avilés-Gijón-Ribadesella                                                              |
| N-633      | Aeropuerto de Bilbao                                                                         |
| N-634      | Santiago-Oviedo-Torrelavega-Bilbao-San Sebastián                                             |
| N-635      | Muriedas-Solares                                                                             |
| N-636      | S-10-Aeropuerto de Santander                                                                 |
| N-637      | Baracaldo-Elejalde                                                                           |
| N-640      | O Hospital-Lalín-A Estrada (Galiza)-Villagarcía de Arosa                                     |
| N-641      | Gijón-El Musel                                                                               |
| N-642      | Ferrol-Vegadeo                                                                               |
| N-643      | Folgueras-Aeropuerto de Asturias                                                             |
| N-651      | Betanzos-Ferrol                                                                              |